# 居尚
居尚（法語：Guchan，法語發音：[ɡyʃɑ̃]）是法国上比利牛斯省的一个市镇，属于巴涅尔德比戈尔区。

## 地理
居尚（42°50'50"N, 0°20'59"E）面积2.59 平方千米，位于法国奧克西塔尼大區上比利牛斯省，该省份为法国西南部内陆省份，北至热尔省，西接大西洋比利牛斯省，南与西班牙接壤，东临上加龙省。
与居尚接壤的市镇（或旧市镇、城区）包括：巴聚奥尔、布里斯、康帕朗、格赖扬、维耶勒欧尔。

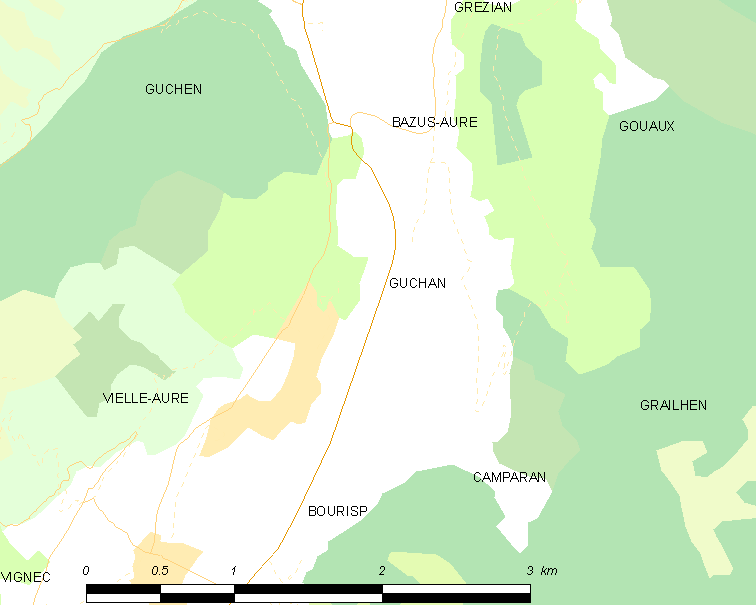
居尚的OSM定位图

居尚的时区为UTC+01:00、UTC+02:00（夏令时）。

## 行政
居尚的邮政编码为65170，INSEE市镇编码为65211。

## 政治
居尚所属的省级选区为内斯特-欧尔-卢龙县。

## 人口

1962-2008年间居尚人口变化图示

居尚于2022年1月1日时的人口数量为149人。